# C12H16O6
化学式C12H16O6（摩尔质量：256.25 g/mol）可指：
- 2,5-二羟基环己-1,4-二烯-1,4-二羧酸二乙酯，CAS号：16877-79-5
- Phenyl-D-galactopyranoside，CAS号：56390-15-9

|  | 这个同类索引页列出了具有相同分子式的化学物（即同分異構體）条目。 除非您是有意链接至本页，否则应将相应条目的内部链接指向正确的条目。 |